# Menor dose tóxica publicada
Em toxicologia, a menor dose tóxica publicada (TDLo, do inglês Toxic Dose LOw) é a menor dosagem de uma substância química por unidade de massa corporal (tipicamente miligramas de substância por quilogramas de massa corporal) conhecida que produz sinais de toxicidade em uma espécie animal em particular. Quando se cita uma TDLo, a espécie particular e a via de administração (por exemplo, ingerida, inalada, intravenosa) são tipicamente apresentados, também.